# Laterna

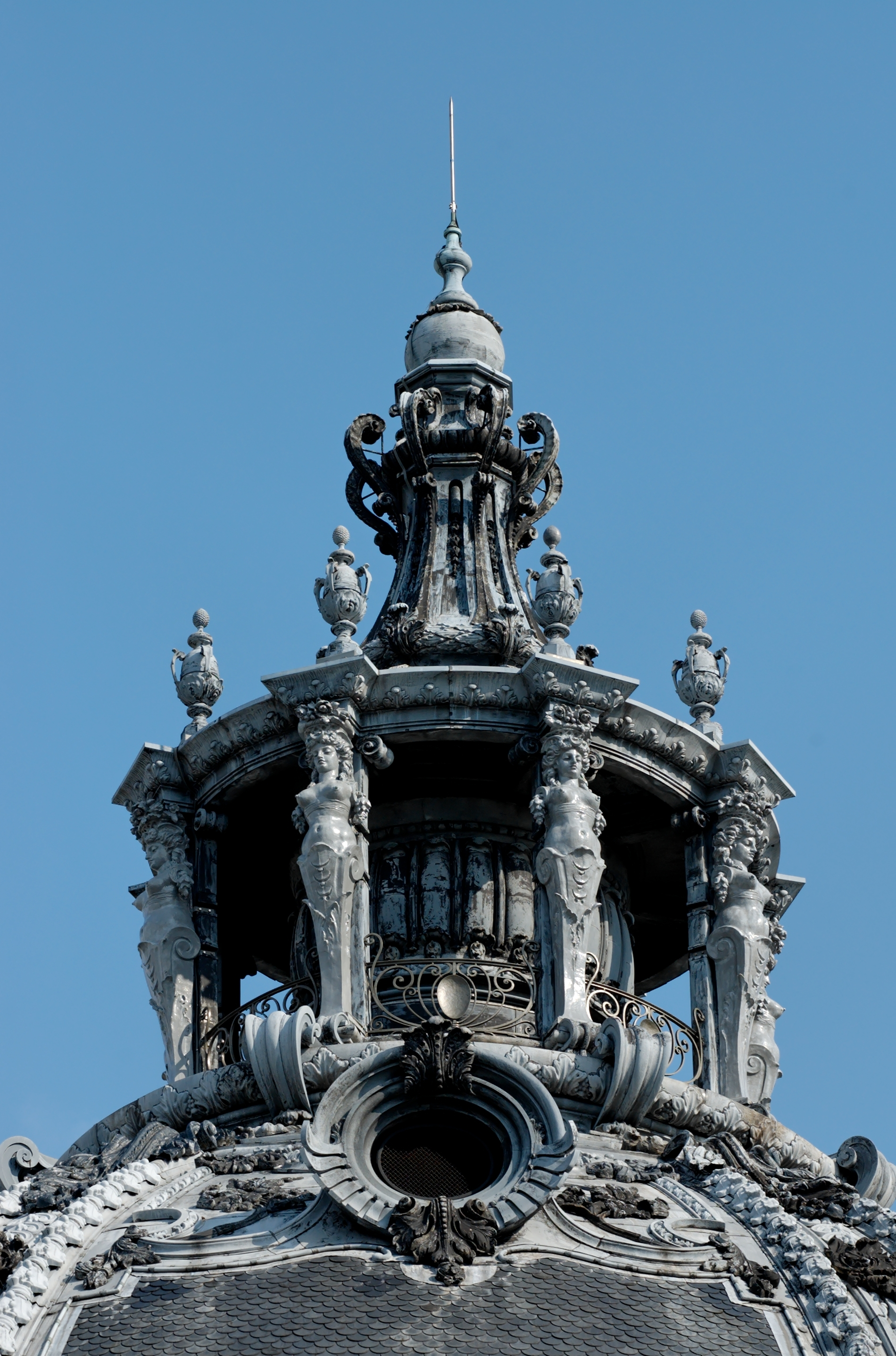
A párizsi Petit Palais laternája

A laterna vagy régiesebben lanterna (a latin lámpás szóból) sokszög vagy kör alaprajzú, ablakokkal megnyitott tornyocska, amelyet a kupola záradékán emelnek, hogy a kupola belseje természetes megvilágítást kaphasson. Első ízben Filippo Brunelleschi alkalmazta a firenzei dóm kupoláján, ettől kezdve a kupolák hagyományos eleme lett a templomépítészetben (Szent Péter-székesegyház, Róma; Frauenkirche, Drezda; Szent Pál-székesegyház, London). A világi építészet is átvette (Capitolium, Washington).